# ستووینچینو
ستووینچینو (به لهستانی:  Stowięcino) یک روستا در لهستان است که در گمینا گوووچتسه واقع شده‌است. ستووینچینو ۴۱۶ نفر جمعیت دارد.